# Panipat Taraf Ansar
Panipat Taraf Ansar là một thị trấn thống kê (census town) của quận Panipat thuộc bang Haryana, Ấn Độ.

## Nhân khẩu
Theo điều tra dân số năm 2001 của Ấn Độ, Panipat Taraf Ansar có dân số 31.204 người. Phái nam chiếm 55% tổng số dân và phái nữ chiếm 45%. Panipat Taraf Ansar có tỷ lệ 58% biết đọc biết viết, thấp hơn tỷ lệ trung bình toàn quốc là 59,5%: tỷ lệ cho phái nam là 65%, và tỷ lệ cho phái nữ là 50%. Tại Panipat Taraf Ansar, 16% dân số nhỏ hơn 6 tuổi.